# Fernando Oreste Nannetti
Fernando Oreste Nannetti (Roma, 31 de diciembre de 1927-Volterra, 24 de noviembre de 1994, también conocido por los pseudónimos formados por acronimia NOF, NOF4 y Nanof) es un artista plástico italiano. Durante su reclusión en el hospital psiquiátrico de Volterra, creó un extenso ciclo de grafiti que se considera una obra maestra del Art Brut.

## Biografía
Hijo de padre desconocido (indicado en todos los registros, como era habitual en la época, con las iniciales NN -«nomen nescio», «nombre desconocido» en italiano-) y de Concetta Nannetti, Fernando Nannetti (Oreste fue un segundo nombre añadido por él mismo), fue confiado a la edad de siete años a una obra de caridad y tres años después fue ingresado en un centro para personas con problemas mentales. Debido a una forma grave de espondilitis, estuvo hospitalizado durante mucho tiempo en el hospital Carlo Forlanini. 
No hay datos precisos sobre su vida hasta 1948, cuando tenía 21 años. Entonces fue acusado de agresión a la autoridad, durante una manifestación en Roma. Se le absolvió del cargo de desacato a funcionario público el 29 de septiembre de este año, al considerarse su estado mental «totalmente trastornado».
Fue internado, por ello, en el asilo de Santa Maria Della Pietà, y en 1956 fue trasladado al Hospital Psiquiátrico Judicial de Volterra. Un informe psiquiátrico de esa época lo diagnostica como esquizofrénico, con «delirios de grandeza» y «alucinaciones auditivas». En 1959 se le transfirió a la sección judicial «Ferri» del complejo de Volterra. De 1961 a 1967 estuvo en la sección civil del manicomio «Charcot», para luego volver a la «Ferri» hasta 1968. Fue confiado alternativamente a las dos estructuras hasta recibir el alta. En 1973 fue destinado al Instituto Bianchi y, como muchos otros expacientes, vivió en Volterra hasta su muerte en 1994 .

### Origen del pseudónimo NOF4
Nannetti escribió un gran número de cartas y postales a familiares y personajes (imaginarios en la mayoría de los casos), firmadas con los nombres de «Nanof», «NOF» o «NOF4» y definiéndose a sí mismo como «ingeniero astronáutico de minas», «coronel astral», «ladrón nuclear» o «Nannettaicus Meccanicus - santo de la célula fotoeléctrica». El acrónimo NOF fue descifrado por él, indistintamente, como «Nannetti Oreste Ferdinando» o «Nuclear Oriental Francesa» o «Naciones Orientales Francesas», mientras que el «4» era la referencia al número de serie que había recibido al entrar en la institución.

## El grafiti
Mientras estaba hospitalizado en Volterra, Nannetti creó un «libro de grafiti» en una pared del departamento de Ferri. Su tamaño alcanzó los 180 metros de largo, con una altura media de dos. Más tarde grabó otro grafiti en el pasamanos de hormigón de una escalera, de 102 m por 20 cm.
Nannetti grabó las dos series de grafitis en el yeso del complejo, utilizando día tras día las hebillas metálicas de los cinturones que formaban parte del uniforme de los internos. Los dos ciclos se organizaron como una especie de relato ilustrado.

### Contenido
La obra de Nannetti mezcla elementos cotidianos con visionarias historias de ciencia ficción, a menudo incoherentes o difíciles de interpretar. Los textos del grafiti están escritos en gran parte siguiendo la técnica del bustrofedón, e incluyen dibujos (logotipos, telescopios, torres, estrellas, naves espaciales). Han sido descubiertos, descifrados y transcritos gracias a Aldo Trafeli, un joven estudiante de arte que trabajó como celador en el hospital de Volterra y quedó fascinado por el trabajo de NOF4.
En sus «informes» Nannetti afirma poder comunicarse telepáticamente con seres interestelares -definidos como altos, espinosos, de nariz en Y - y narra la conquista de mundos desconocidos, terribles guerras libradas con armas de alta tecnología y bosques de torres metálicas y antenas.

### Redescubrimiento y memoria
Siguiendo la ley Basaglia, el asilo fue clausurado en 1979. En 1980 el artista Mino Trafeli, que tenía su propio estudio en una antigua sala del manicomio de Volterra, reconoció la importancia de la obra de Nannetti y encargó al fotógrafo Pier Nello Manoni la realización de reproducciones fotográficas de los grafitis, ahora guardados en el museo Lombroso de Volterra. En 1985, la Unidad Local de Salud número 15 de Toscana acordó la publicación del volumen NOF4: El Libro de la Vida, editado por Mino Trafeli, con transcripciones de Aldo Trafeli y fotos de Manoni.
Nannetti recibió en compensación dos millones de liras. No mostró entusiasmo por la remuneración económica, aunque en cambio sí expresó su agradecimiento por el artículo de Antonio Tabucchi publicado por L 'Espresso el 14 de septiembre de 1986, titulado Caro muro ti scrivo («Querido muro, te escribo»).
En 1998 el grafiti fue filmado e incluido en la película Prima la musica, poi le parole de Fulvio Wetzl, filmado íntegramente en plano secuencia bajo los créditos finales de la película.
Studio Azzurro dedicó una película documental sobre la obra de Nannetti, titulado El observatorio nuclear del Sr. Nanof, dirigido por Paolo Rosa. A lo largo de los años ha habido varias conferencias y exposiciones dedicadas a lo que ahora se considera un ejemplo singular e importante de Art Brut. Entre estas exhibiciones destaca Banditi dell'arte, expuesta del 23 de marzo de 2012 al 6 de enero de 2013 en el Museo Halle Saint Pierre de París.
Las cartas y escritos de Nannetti (alrededor de 1700 páginas), de conformidad con la normativa vigente, fueron destruidos tras su muerte, ya que no quedaba ningún pariente vivo que pudiera reclamar la propiedad. Sin embargo, habían sido fotocopiados a tiempo.
Los grafitis, tras el cierre y abandono del hospital psiquiátrico, sufrieron un rápido deterioro pese a estar cubiertos por una marquesina de chapa.
La poeta hispano-italiana Enzia Verduchi dedicó a Nannetti su colección de poemas Nanof (Vaso Roto, 2019). Por su parte, el escritor español Raúl Quinto consiguió introducir el interés por la obra del autor en España con su ensayo biográfico La canción de NOF4 (Jekyll & Jill, 2021). La edición incluye fotografías en color de los grafitis.